# 宮崎市立那珂小学校
宮崎市立那珂小学校（みやざきしりつ なかしょうがっこう）は、宮崎県宮崎市佐土原町東上那珂にある公立の小学校。

## 概要
歴史
1874年（明治7年）創立（当初は「江原」と「下浦」の2校）。1903年（明治36年）にその2校が統合の上、「那珂尋常小学校」となる。現校名となったのは2006年（平成18年）。2024年（令和6年）には創立150年を迎える。
校章
桜の花弁を背景にして、中央に校名の頭文字である「那」の文字を配している。
校歌
1954年（昭和29年）制定。作詞は桑原香、作曲は海老原直による。歌詞は3番まであり、3番の歌詞中に校名の「那珂校」が登場する。
通学区域
宮崎市佐土原町のうち「下那珂（一部）、上田島（一部）、東上那珂（一部）、西上那珂（一部）」。中学校区は宮崎市立佐土原中学校。

## 沿革
- 1874年（明治7年）- 大字東上那珂に「江原小学校」、西上那珂に「下浦小学校」が設置される。
- 1889年（明治22年）5月1日 - 町村制の施行により、北那珂郡2村（東上那珂・西上那珂）が合併の上、北那珂郡「那珂村」が発足。
- 1892年（明治25年）- 「江原尋常小学校」・「下浦尋常小学校」に改称。
- 1896年（明治29年）4月1日 - 郡の統合により、北那珂郡が宮崎郡に編入。
- 1903年（明治36年）1月 - 上記の尋常小学校2校を統合の上、「那珂尋常小学校」と改称。
- 1904年（明治37年）7月13日 - 両校を合併し、現在の位置に校舎を新築
- 1906年（明治39年）4月7日 - 高等科を併置の上、「那珂尋常高等小学校」と改称。
- 1908年（明治41年）4月 - 改正小学校令により、尋常科の修業年限（義務教育年限）が4年制から6年制に改められる。旧高等科1年が尋常科5年に、旧高等科2年が尋常科6年に、旧高等科3年が高等科1年に、旧高等科4年が高等科2年に改められる。
- 1914年（大正3年）3月 - 校地を拡張の上、木造校舎1棟（5教室）を改築。
- 1918年（大正7年）- 農業補習学校を併置。
- 1936年（昭和11年）- 青年学校令の施行により、併置の農業補習学校を青年学校に改組。
- 1941年（昭和16年）4月1日 - 国民学校令施行により、「那珂村那珂国民学校」と改称。尋常科を初等科に改める。北棟校舎1棟を残し増改築を行う。運動場を拡張。
- 1947年（昭和22年）- 学制改革が行われる（六・三制の実施）。
  - 4月1日 - 国民学校初等科は、新制小学校「那珂村立那珂小学校」に改組・改称。
  - 5月8日 - 国民学校高等科は、青年学校普通科とともに、新制中学校「那珂村立那珂中学校」に改組・改称。
- 1954年（昭和29年）- 北校舎1棟（8教室）改築が完成。校歌を制定。
- 1955年（昭和30年）4月1日 - 町村合併により「佐土原町立那珂小学校」と改称。
- 1958年（昭和33年）11月 - 完全給食を開始。
- 1959年（昭和34年）9月 - 校舎（2教室）を増築。佐土原町立那珂中学校が統合により閉校。ただし、中学校統合校舎完成までの間、「佐土原中学校南校舎」として1961年（昭和36年）まで使用を継続される。
- 1962年（昭和37年）- 校旗を制定。
- 1964年（昭和39年）7月 - プールが完成。
- 1970年（昭和45年）5月 - 防音校舎（第一期工事）が完成し、3年生以上の児童が移転を完了。
- 1971年（昭和46年）3月 - 防音校舎（第二期工事）が完成し、全児童が移転を完了。
- 1972年（昭和47年）
  - 2月 - 体育館が完成。
  - 8月 - 低学年用プールが完成。
- 1974年（昭和49年）7月12日 - 創立100周年記念式典を挙行。
- 1976年（昭和51年）5月 - グアテマラ大使が訪問。
- 1980年（昭和55年）1月 - 図工室棟を新築。
- 1990年（平成2年）4月 - センター方式による給食を開始。
- 1999年（平成11年）1月 - 第1回「けやき祭り」を実施。
- 2003年（平成15年）6月 - 新プールが完成。
- 2004年（平成16年）10月 - 大規模校舎内改修工事（耐震工事）が完了。
- 2006年（平成18年）
  - 1月1日 - 宮崎市と合併し、「宮崎市立那珂小学校」（現校名）となる。　
  - 4月1日 - 2学期制を導入。
- 2009年（平成21年）9月 - 那珂児童クラブ（那珂小学校多目的棟）が完成。

## 交通アクセス
最寄りの鉄道駅
- JR九州 日豊本線 「佐土原駅」

那珂小学校は西部（山側）にあるのに対し、佐土原駅は東部（海側）にあるので、かなり距離がある。
最寄りのバス停留所
- 宮崎交通バス（宮交バス）「那珂小前」バス停留所

最寄りの幹線道路
- 宮崎県道44号宮崎高鍋線・宮崎県道14号佐土原国富線 「那珂」交差点
- 国道219号（春田バイパス）

## 周辺
- 信成町公民館
- 宮崎北警察署那珂警察官駐在所

## 参考資料
- 「佐土原町史」（1982年（昭和57年）2月22日, 佐土原町）p.746～p.758